# Уличная сцена в Каире (картина)
«Уличная сцена в Каире», или «Непрошенный товарищ. Уличная сцена в Каире», (англ. The Unwelcome Companion: A Street Scene in Cairo) — ранняя картина британского художника Джона Уильяма Уотерхауса, написанная в 1873 году. Находится в Художественной галерее и музее в Таунли-холле (англ.) в Бернли.

## История
Одна из наиболее ранних картин художника «Уличная сцена в Каире» была завершена в 1873 году и выставлялась в галерее Королевского общества британских художников.
В 1951 году П. Олдман передал полотно в Художественную галерею Таунли. Картина ошибочно идентифицировалась как «Испанская девушка с бубном», пока Энтони Хобсон не обнаружил этикетку с правильным названием «Непрошенный товарищ. Уличная сцена в Каире». Сюжет картины не ясен. Хобсон считал, что Уотерхаус в то время «ещё не освоил ту комбинацию подходящего соответствия позы и жеста фигуры, которая в течение нескольких лет должна была сделать его выдающимся иллюстратором легенд».
Позже Уотерхаус изобразил ту же женщину в том же платье в своей работе «Танцующая девушка».